# Przyjeziorny Okręg Przemysłowy

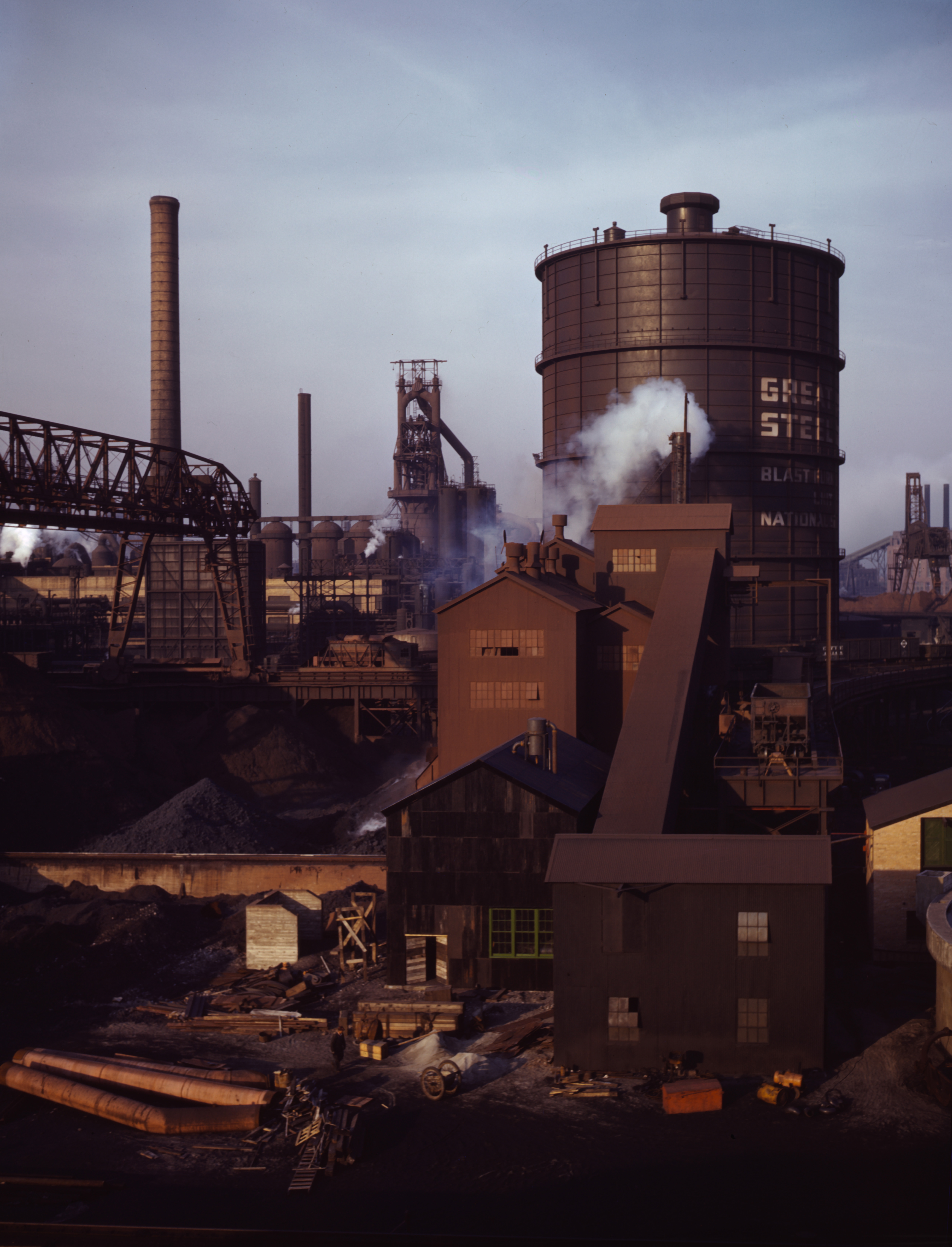
Huta Great Lakes Steel w Detroit, fot. 1942

Przyjeziorny Okręg Przemysłowy – okręg przemysłowy zlokalizowany w północnej części USA, z głównymi ośrodkami: Toledo, Chicago, Cleveland, Buffalo i Detroit, powstały na bazie złóż rud żelaza i miedzi, obecnie korzystający z surowców importowanych z Kanady i Ameryki Łacińskiej dowożonych Drogą Wodną Świętego Wawrzyńca. Rozwinięte są tu następujące gałęzie przemysłu:
- hutnictwo żelaza i metali nieżelaznych w Duluth, Indiana Harbor, Gary, Calumet, Toledo, Detroit, Cleveland, Lorain oraz Buffalo, ograniczane w ostatnich latach ze względu na konkurencję hut wschodniego wybrzeża, gdzie produkcja jest tańsza w związku z lepszym dostępem do surowców,
- zmniejszająca się produkcja taboru kolejowego w Chicago, samochodów w Detroit, Toledo i Cleveland,
- produkcja nawozów sztucznych i pestycydów w Chicago,
- rozwijający się przemysł rafineryjno-petrochemiczny i tworzyw sztucznych w Akron, Chicago i Toledo,
- przemysł elektroniczny (Chicago, Detroit i Cleveland),
- przemysł papierniczy i celulozowy.